# Hicsos
Con el término hicsos (en egipcio heqa khaseshet 'gobernantes extranjeros'; en griego ὑκσώς hyksós) se designa a un grupo humano procedente del Oriente Próximo (en el texto griego de Manetón, pros anatolên) que se hizo con el control del Bajo Egipto a mediados de siglo XVII a. C. Así lo cita Flavio Josefo:

Los Imperios Antiguo, Medio y los hicsos.

Durante el reinado de Tutimeos, la ira de Dios se abatió sobre nosotros; y de una extraña manera, desde las regiones hacia el Este una raza desconocida de invasores se puso en marcha contra nuestro país, seguro de la victoria. Habiendo derrotado a los regidores del país, quemaron despiadadamente nuestras ciudades. Finalmente eligieron como rey a uno de ellos, de nombre Salitis, el cual situó su capital en Menfis, exigiendo tributos al Alto y Bajo Egipto...
Flavio Josefo. Contra Apión.

## Etimología
Hicsos es el término español de un vocablo griego que a su vez deriva de la denominación egipcia heqa jasut (hḳȝ ḫȝs w t), que significa 'soberanos de países extranjeros', literalmente 'gobernantes de países montañosos'.
| S38 | N29 | N25 · Z2 |

## El origen de los hicsos

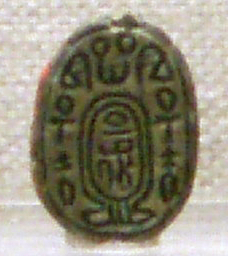
Escarabajo con el nombre del faraón Hyksos Apophis. Hecho de esteatita, desde el momento del segundo período intermedio. Ahora reside en el Museo de Bellas Artes de Boston.

La continua inmigración de gentes procedentes de Canaán culminó con los invasores hicsos, que llegaron a Egipto hacia el siglo XVIII a. C. en una época de crisis interna, conquistando la ciudad de Avaris. Posteriormente tomaron Menfis y fundaron las dinastías XV y XVI. Introdujeron en Egipto el caballo y el carro de guerra. Desde mucho antes de esta época ya había una considerable presencia asiática en el delta del Nilo, originada por graduales oleadas migratorias.
Los egiptólogos calculan que la duración de su dominio sobre Egipto fue de más de cien años (incluso hay quienes hablan de una ocupación de cinco siglos). La capital del reino estuvo en la ciudad de Avaris en el delta del Nilo, actual Tell el-Daba; sin embargo, no dominaron todo el territorio egipcio, pues varias regiones (nomos) del sur no llegaron a estar totalmente bajo su control, entre ellas la región de Tebas. 
En los textos de los epítomes de Manetón, los reyes hicsos aparecen como las dinastías XV y XVI. En el Canon Real de Turín sus nombres estaban en los epígrafes X.14 a X.30, aunque desgraciadamente está muy dañada esta parte, faltan fragmentos y algunos textos son ilegibles. El más conocido, y con quien el reino hicso llegó a su apogeo, es Apofis I, que gobernó en el siglo XVI a. C., y del que se ha encontrado una hermosa jarra de alabastro con su nombre y titulatura en Almuñécar, en el sur de España.También, algunos papirológos sugirieron opiniones similares. 

## La caída del Imperio Medio de Egipto
La aparición de los hicsos plantea uno de los mayores dilemas de la historia egipcia. Su origen, significado y permanencia todavía son objeto de estudio e investigación. Si comenzó como una migración paulatina, se transformó con el tiempo en conquista militar del territorio egipcio. Esta se logró por los avances tecnológicos que dieron a los invasores extranjeros ventajas tácticas que resultaron decisivas; a saber: la introducción del arco compuesto, la armadura de escamas de bronce, las dagas y espadas curvas de bronce, la utilización del caballo y los carros de guerra (al final de su reinado), desconocidos por los egipcios, y el uso intensivo del bronce que dio a los hicsos una ventaja militar decisiva.
La fuerza militar egipcia consistía esencialmente en infantería, armada con hachas, mazas, lanzas y escudos. El pueblo egipcio, hasta esta etapa de su evolución, era una población que se dedicaba esencialmente a la agricultura, donde se reunían ejércitos de forma temporal para fines determinados durante lapsos de tiempo acotados. No existía hasta ese momento un cuerpo armado en forma permanente.

## Los hicsos como florecientes mercaderes
Esta apreciación de los hicsos como florecientes mercaderes, aportada por estudiosos como Teresa Bedman, sostiene fundamentalmente que, tras un período de incertidumbre y desorganización durante la dinastía XIII, Egipto sufrió una partición, estableciéndose dos reinos, uno en el Alto Egipto con capital en Tebas y otro en el Bajo Egipto con capital en Xois. De nuevo llegó la paz y prosperidad con la afluencia de varios pueblos que se confederaron, formando nuevas dinastías en el delta del Nilo (las dinastías hicsas XV y XVI), aunque al tiempo sigue existiendo un reino independiente de gobernantes egipcios con capital en Tebas, en el Alto Egipto, la dinastía XVII.
No hay un origen étnico único en los hicsos: se conformó fundamentalmente de inmigrantes de las regiones de Canaán y Siria, también de hurritas, al menos en sus tradiciones. Durante este período los nuevos soberanos no interrumpieron las costumbres egipcias, y en muchos casos las tomaron como propias, copiándose en papiros textos que recogían antiguas tradiciones, y esto solo puede ocurrir en momentos de paz y florecimiento económico.
No debería considerarse a los hicsos como un pueblo guerrero y devastador, aunque hubiera castas militares entre ellos. La mayoría eran comerciantes emigrados por el desplome de los mercados tradicionales de Biblos y Megido; su gran expansión territorial, no se debió a una conquista militar, sino a razones comerciales, y su presencia en puntos tan alejados como Cnosos, Bogazkoy, Bagdad, Canaán, Gebelein, Kush y el sur de la península ibérica, se debe a razones comerciales y económicas, no a la existencia de un gran imperio hicso.

## Final de los reyes hicsos
Al comienzo del siglo XVI a. C. la denominada dinastía XVII gobernaba en Tebas. Los miembros de esta familia, los reyes Senajtenra Ahmose, Seqenenra Taa, Kamose y Amosis I, emprendieron la guerra que acabó con la expulsión de los hicsos del territorio egipcio. En esta tesitura las reinas (Tetisheri, Ahhotep y Ahmés Nefertari) también tuvieron un papel importante reclutando tropas, consiguiendo recursos y como consejeras.
La guerra fue muy difícil, y varios de estos reyes (Seqenenra Taa con seguridad, y probablemente Kamose) murieron a consecuencia de las heridas causadas en combate. Finalmente, Amosis I consiguió tomar la capital, Avaris, y expulsar definitivamente a los hicsos de Egipto, aproximadamente hacia 1550 a. C. (la cronología es dudosa). Ahmosis prosiguió la lucha entrando en territorio asiático, lo que le convierte en fundador del Imperio Nuevo de Egipto. Por eso mereció que se le considerara el iniciador de una nueva dinastía, la dinastía XVIII, la más brillante de la historia egipcia, aunque no hubo ruptura de linaje con la dinastía XVII.

## Teorías sobre el origen de los hicsos
Los que escribieron acerca de los hicsos determinaron su origen muchas veces sin pruebas concluyentes. Puede que todos tengan parte de razón y que el término hicsos se refiera al conjunto heterogéneo de extranjeros llegados a Egipto, provenientes de muchas regiones. Sus orígenes pueden ser:
1. Fenicios, al menos los reyes –Manetón, siglo III a. C. –Sexto Julio Africano, siglo III d. C.
2. Preisraelitas (habiru o hebreos), pre-Éxodo –Flavio Josefo (Contra Apión I, 14), siglo I –Waddell 1940, 89
3. Fenicios del primer milenio –Newton 1728 –Illig 1992
4. La invención de un narrador –Uhlemann 1858
5. Hititas –Procksch 1914 –Pieper 1925
6. Indoarios o indoeuropeos –Meyker 1928
7. Hurritas –Watzinger 1933 –Wolfgang Helck 1971
8. Amalecitas bíblicos del siglo XV a. C. –Velikovsky 1952
9. Amoritas o antiguos babilonios –Van Seters 1966
10. Micénicos –Dayton 1978
11. Sirio-palestinos (Cananeos) –Weinstein 1981 –Kempinsky 1985 –Dever 1985 –Mazar 1990
12. Reino unido de Israel, de Saúl a Salomón –Sieff 1988 –Chetwynd 1991
13. Árabes beduinos invasores –varios autores.

La teoría más aceptada es la de los hicsos como pueblos semitas.